# سفارة سلوفاكيا في مصر
سفارة سلوفاكيا لدى مصر هي الممثلية الدبلوماسية العليا لدولة سلوفاكيا لدى جمهورية مصر العربية. والذي يقع في 3 عادل حسين رستم، الدقي أ، قسم الدقي، الجيزة،

## موقع
3 عادل حسين رستم، الدقي أ، قسم الدقي، الجيزة،

## اقرأ أيضا
- قائمة البعثات الديبلوماسية في مصر
- وزارة الخارجية المصرية
- قائمة رحلات عبد الفتاح السيسي الخارجية في الفترة الرئاسية الأولى
- قائمة رحلات عبد الفتاح السيسي الخارجية في الفترة الرئاسية الثانية
- قائمة رحلات عدلي منصور الرئاسية الخارجية